# Xiachuan-Kultur
| Paläolithische Kulturen Chinas | Paläolithische Kulturen Chinas |
| ------------------------------ | ------------------------------ |
| Paläolithikum                  |                                |
| Xihoudu-Kultur                 | 1270000 BP                     |
| Ordos-Kultur                   | 50000–35000 BP                 |
| Xiachuan-Kultur                | 24000–16000 BP                 |
| Xiaonanhai-Kultur              | 22650–21650 BP                 |
| Tongliang-Kultur               | 24450 ± 850 BP                 |
| Maomaodong-Kultur              | 14600±1200 BP                  |
| Fulin-Kultur                   |                                |
| Kehe-Kultur                    |                                |
| Dingsishan-Kultur              |                                |
| Gezidong-Kultur                |                                |
| Miaohoushan-Kultur             |                                |
| Donggutuo-Kultur               |                                |
| Xiaochangliang-Kultur          |                                |
| Shilongtou-Kultur              |                                |
| Shuicheng-Kultur               |                                |
| Shuidonggou-Kultur             |                                |
| Yanbulaq-Kultur                |                                |
| Mittelsteinzeit                |                                |

Die Xiachuan-Kultur (chinesisch 下川文化, Pinyin Xiàchuān wénhuà, englisch Xiachuan Culture) ist eine jungpaläolithische Kultur in der Provinz Shanxi, China. Sie wurde nach dem 1973 in Xiachuan 下川, Kreis Qinshui 沁水, Provinz Shanxi, entdeckten Fundort benannt.
Die Xiachuan-Kultur war hauptsächlich im Südosten von Shanxi verbreitet, am östlichen Ende des Gebirges Zhongtiao Shan (中条山), ihr Gebiet erstreckte sich über die drei Kreise Yuanqu (垣曲), Qinshui (沁水) und Yangcheng (阳城). An sechzehn Orten fand man Anhäufungen von Steinwerkzeugen. Nach der Radiokohlenstoffdatierung wird sie ungefähr auf die Jahre 24.000-16.000 BP datiert. Hauptcharakteristikum sind die Mikrolithen. Bei den aus Stein hergestellten Artefakten werden kleine und große unterschieden. Die kleinen Steinartefakte sind meist aus Feuersteinen. Die Steinbearbeitungstechnik war hoch entwickelt; neben der Technik des direkten Schlags gab es noch u. a. die des indirekten Schlags. Die großen Steinartefakte sind meist aus Sandstein oder Quarzit. Das Wirtschaftsleben bestand hauptsächlich aus der Jagd, ergänzt vom Sammeln. 